# Alexis de Guignard, Comte de Saint-Priest
Alexis de Guignard, Comte de Saint-Priest (* 27. April 1805 in Sankt Petersburg; † 29. September 1851 in Moskau) war ein französischer Diplomat und Historiker.
Guignard war ein Sohn des Diplomaten Armond Charles Guignard und dessen Ehefrau, Sophie Galitzin (eine russische Fürstin). Sein Großvater François-Emmanuel Guignard war einer der letzten Minister und Vertrauten von König Ludwig XVI.
Da sein Vater der Gouverneur von Podolien und Odessa war, erfuhr Guignard seine Erziehung ebenfalls dort und wurde durch Hauslehrer erzogen. 1822 trat sein Vater aus den Diensten von Zar Alexander I. und kehrte zusammen mit seiner Familie nach Frankreich zurück.
Während der Julimonarchie wurde Guignard bei Hof eingeführt und befreundete sich schon bald mit Ludwig Philipp I. Zwischen 1833 und 1838 vertrat er als Gesandter die Interessen Frankreichs an den Höfen von Portugal (Maria II.), Brasilien (Peter II.), Dänemark (Friedrich VI.).
Am 18. Januar 1848 wählte die Académie française Guignard zum Nachfolger des verstorbenen Historikers Jean Vatout (Fauteuil 4). Ihm selbst folgte Pierre-Antoine Berryer 1852 auf diesem Platz nach.
Während eines Besuchs bei Verwandten erkrankte Guignard in Moskau und starb im Alter von 45 Jahren am 27. September 1851.

## Ehrungen
- Pair von Frankreich
- Er wurde am 7. Juli 1842 von König Christian VIII. von Dänemark mit der dänischen Verdienstmedaille Ingenio et arti ausgezeichnet.[1]

## Werke (Auswahl)
Belletristik
- Athénaïs ou le pouvoir d’une femme. Comédie en un acte. 1826
- Les ruines françaises. 1823.

Sachbücher
- Études diplomatiques et littéraires. 1850.
- Histoire de la chute des Jesuites au XVIIIe siècle, 1750–1782. 1844.
- Histoire de la conquête de Naples par Charles d’Anjou, frère de Saint Louis. 1847/49.

Übersetzungen
- Chefs-œuvre de théâtre russe. 1823 (mit Theaterstücken von Wladislaw Alexandrowitsch Oserow, Denis Iwanowitsch Fonwisin und Iwan Andrejewitsch Krylow).